# Amoklauf an der Virginia Tech

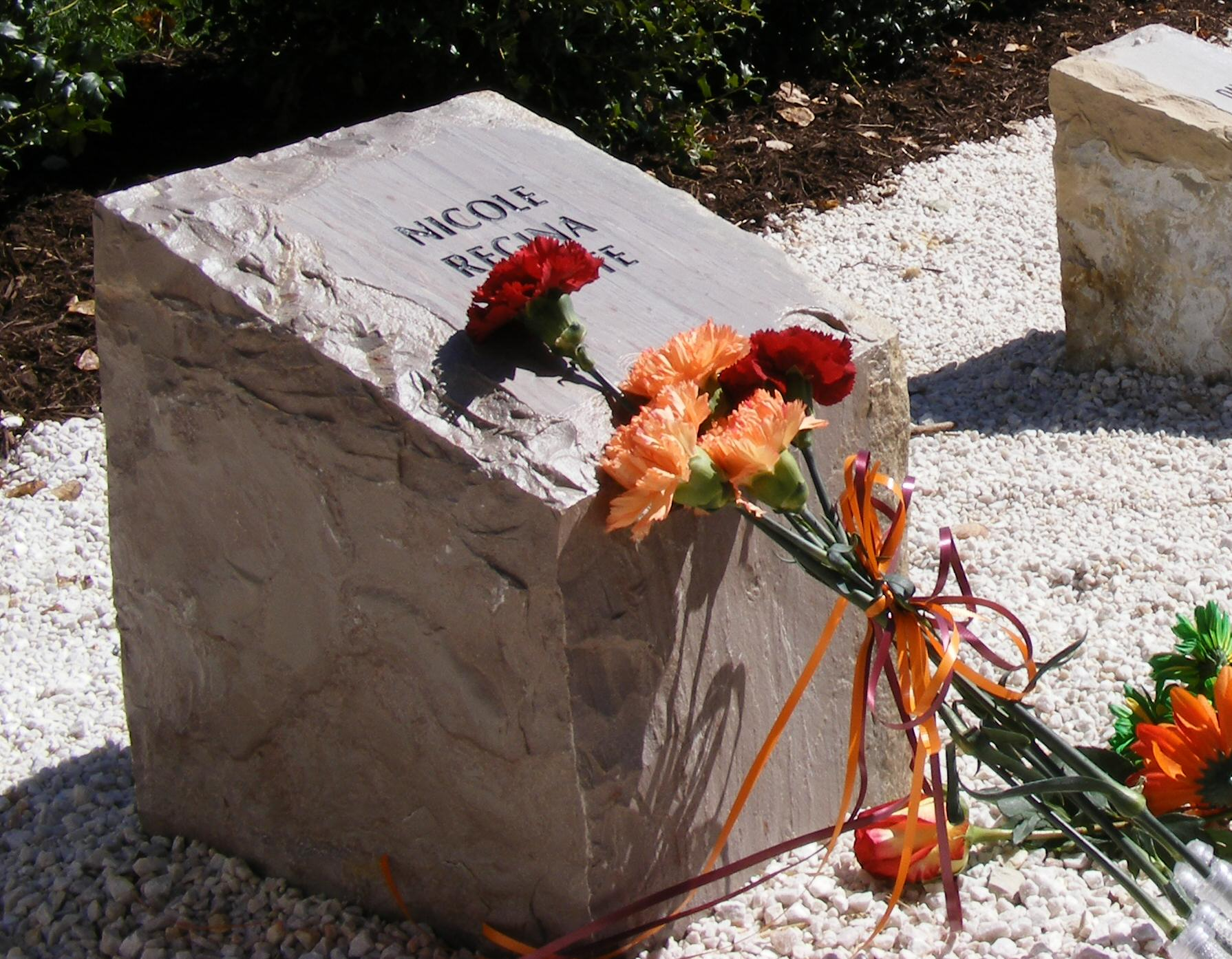
Denkmal auf dem Campus der Virginia Tech

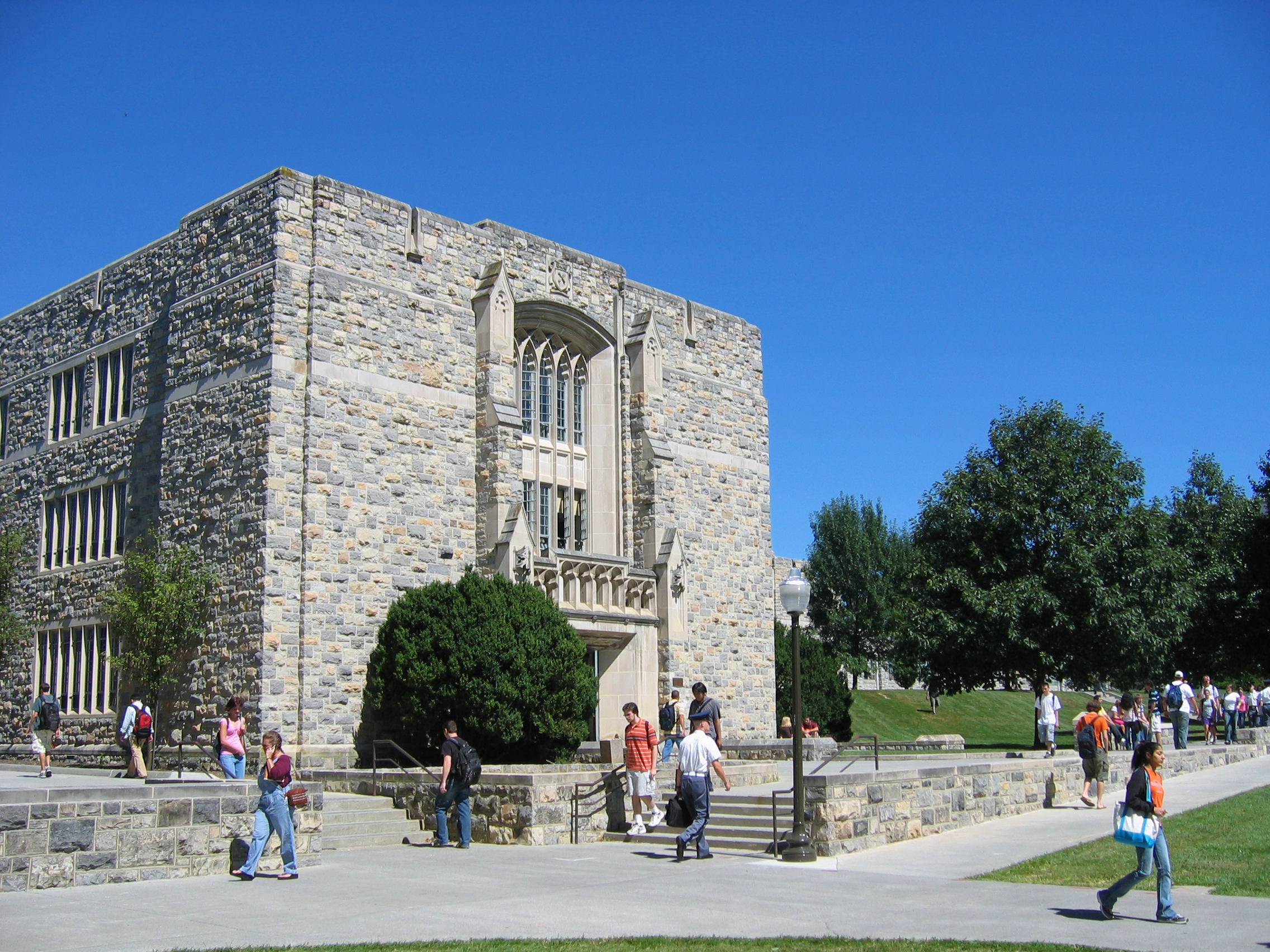
Norris Hall, Tatort der zweiten Schießerei

Beim Amoklauf an der Virginia Tech am Morgen des 16. April 2007 wurden auf dem Campus der Virginia Polytechnic Institute and State University (kurz: Virginia Tech) in Blacksburg im US-Bundesstaat Virginia 32 Menschen getötet und 17 weitere verletzt. Der Täter erschoss sich anschließend selbst.
Die Tat gehört neben dem Schulmassaker von Bath (1927), dem Amoklauf an der Robb Elementary School (2022), dem Amoklauf an der Sandy Hook Elementary School (2012) und dem Schulmassaker von Parkland (2018) zu den folgenschwersten Gewaltverbrechen an einer Bildungseinrichtung in den Vereinigten Staaten.

## Tathergang

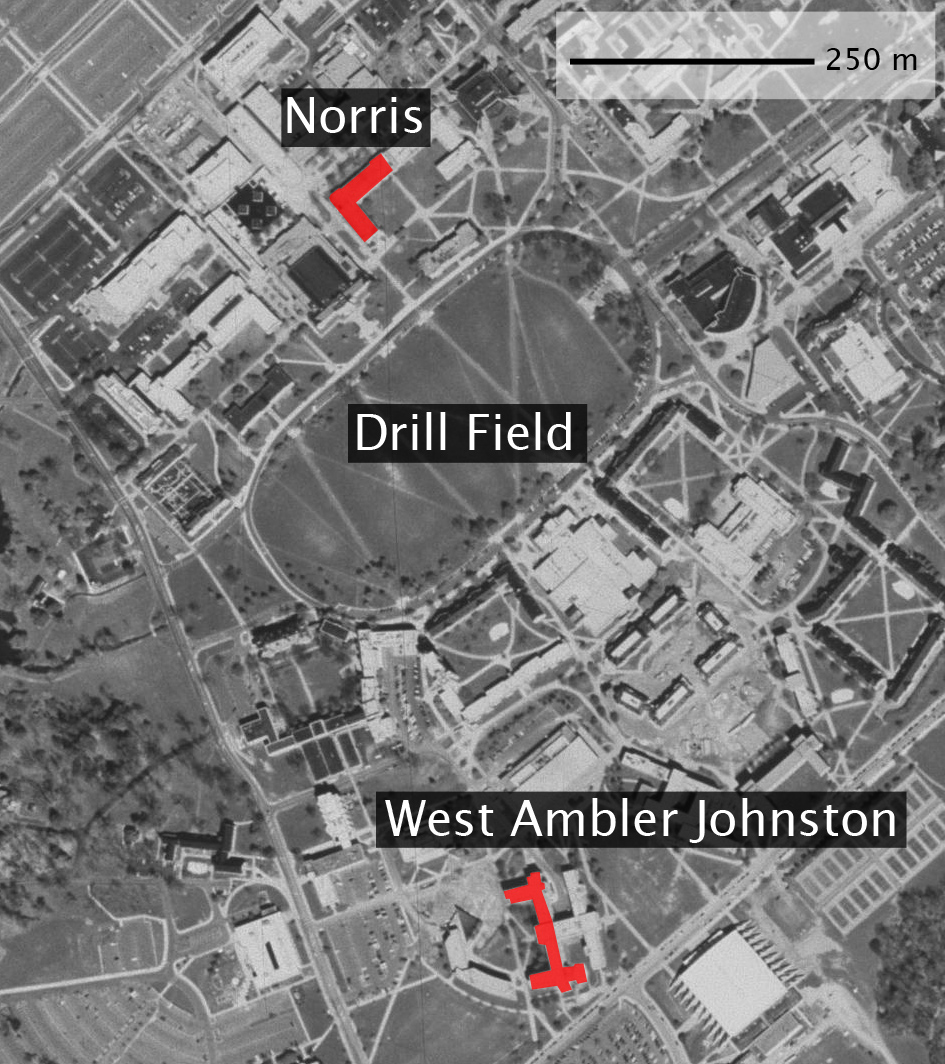
Lageplan

Die ersten Schüsse feuerte der Täter um 7:15 Uhr (13:15 Uhr MESZ) im Studentenwohnheim West Ambler Johnston Hall ab, wo 895 Studenten leben. Es wurden dabei zwei Menschen getötet und drei verletzt. Die Polizei untersuchte noch den ersten Tatort, als etwa zwei Stunden später (9:00 – 9:30 Uhr), in der ungefähr 600 Meter nördlich gelegenen Norris Hall, auf dem Campus die nächsten Schüsse fielen. Dieses Mal wurden deutlich mehr Menschen ermordet. Nachdem der Täter das Gebäude betreten hatte, verriegelte er die Ausgänge mit Ketten, um die Flucht der Studenten zu verhindern. Er schoss mit zwei legal erworbenen halbautomatischen Pistolen, einer Glock 19 im Kaliber 9 × 19 mm und einer Kleinkaliberpistole vom Typ Walther P22.
Unter den Toten befanden sich auch fünf Lehrkräfte:
- Christopher James Bishop, IT-Berater und Deutschlehrer,[3] früher Fulbright-Stipendiat in Kiel, Sohn von Michael Bishop[4]
- Liviu Librescu, ein aus Rumänien stammender Maschinenbauprofessor − er verstellte dem Amokläufer im Türrahmen den Weg, ermöglichte seinen Studenten die Flucht durchs Fenster und wurde dabei erschossen
- Kevin Granata, ein Biomechaniker[5]
- G. V. Loganathan, ein aus Indien stammender Bauingenieur[6]
- Jocelyne Couture-Nowak.[7]

Beim Eintreffen der Polizei nahm sich der Täter selbst das Leben.

## Hintergründe
Die Tat wurde von dem 23-jährigen südkoreanischen Studenten Cho Seung-hui (Schreibweise Hangeul: 조승희; lebte in den USA unter der anglisierten Namensreihenfolge Seung-hui Cho) verübt, der etwa 1992 mit seinen Eltern von Südkorea in die USA eingewandert war und zuletzt in einem der Wohnheime der Virginia Tech lebte. Er war kein Staatsbürger der Vereinigten Staaten, sondern besaß eine permanente Aufenthaltsgenehmigung. Er studierte im vierten Jahr Anglistik als Undergraduate, nachdem er dort zunächst Wirtschaft studiert hatte.
Am Tattag verschickte Cho unter dem Pseudonym „A. Ishmael“ ein Paket mit einer DVD, auf der 37 Videos und 43 Fotos waren, sowie ein 1800 Wörter umfassendes „Manifest“ an den US-Fernsehsender NBC. Der Zeitstempel (9:01 Uhr Ortszeit) zeigt, dass Cho das Paket am Montag nach seinen ersten Schüssen in einem am Uni-Campus angrenzenden Postamt aufgegeben hatte. Darin erklärte er unter anderem seinen Hass gegen Reiche und äußerte weiter, seine Tat wäre vermeidbar gewesen. Es wird außerdem berichtet, dass etliche Passagen des Textes sich gegen Christentum und Genusssucht wenden. Der Sender informierte das FBI und strahlte Ausschnitte des Videos am Abend des 18. April 2007 (Ortszeit) aus. Auf elf Fotos ist Cho mit zwei Faustfeuerwaffen zu sehen. Außerdem bezog Cho sich in seinem Manifest auf die beiden Täter des Amoklaufs an der Columbine High School, die er als „Märtyrer“ bezeichnete. Die Ermittler gingen deshalb davon aus, dass Cho – zumindest auch – vom Columbine-Amoklauf inspiriert wurde.
Der Sender CNN berichtete, dass Cho 2005 von einem Sonderrichter des US-Bundesstaates Virginia für „geistesgestört“ erklärt wurde. Der Richter habe zudem festgestellt, dass Cho eine Gefahr für sich selbst darstelle. Bereits zuvor war bekannt geworden, dass sich Cho im selben Jahr in einer psychiatrischen Klinik aufgehalten hatte. Weil er die Psychiatrie freiwillig aufsuchte, konnte er legal Waffen erwerben.
In der achten Klasse war selektiver Mutismus bei Cho diagnostiziert worden. Frühere Mitschüler sagten aus, dass er jahrelang ein Opfer von Mobbing in der Schule gewesen war.

## Reaktionen
Der Präsident der Hochschule, Charles W. Steger, sagte über die Ereignisse: “The university was struck today with a tragedy of monumental proportions.” (dt. „Die Universität wurde heute von einer Tragödie ungeheuren Ausmaßes getroffen.“) Virginias Gouverneur Tim Kaine erklärte nach der Tat den Notstand.
Von einigen Studenten und Lehrkräften wurden die Hochschulleitung und vor allem die Einsatztaktik der Polizei kritisiert, die nach dem Vorfall im Studentenwohnheim von einer Einzeltat ausging. Weder wurden die Angehörigen der Universität gewarnt, noch wurde die Hochschule evakuiert.
Daneben entbrannte durch den Vorfall erneut die Diskussion um die liberalen Waffenrechte in den Vereinigten Staaten. In Virginia kann jeder unbescholtene Bürger über 18 Jahren Handfeuerwaffen erwerben. Präsident George W. Bush betonte in einer ersten Stellungnahme sogleich, dass jeder Bürger der USA das Recht habe, eine Waffe zu tragen. Allerdings müssten sie alle Gesetze beachten. Der republikanische Präsidentschaftskandidaturbewerber John McCain schloss sich dieser Einschätzung an.
Die Bewertungen des Amoklaufs durch die amerikanische und internationale Presse gingen stark auseinander und erzeugten ein breites Echo im Internet.
Im April 2008 einigten sich die Angehörigen der Opfer und die Überlebenden des Amoklaufs mit dem US-Bundesstaat Virginia auf eine Entschädigungszahlung von 11 Mio. US-Dollar, im Gegenzug verzichten die Betroffenen auf ihr Recht, die Universität zu verklagen.

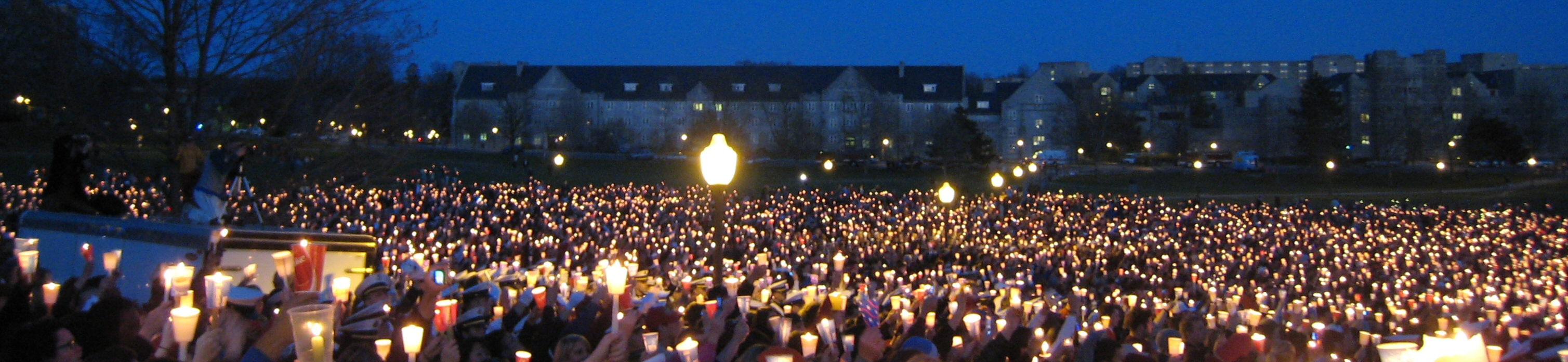
Studenten und Dozenten trauern bei einer Mahnwache um die Opfer des Amoklaufs.

Für die Berichterstattung der Washington Post wurde den Reportern der Pulitzer-Preis für Aktuelle Berichterstattung verliehen. Unter anderem hatte Jose Antonio Vargas einen Augenzeugen interviewt.